# Microrégion de l'Itapemirim
La microrégion de l'Itapemirim est l'une des trois microrégions qui subdivisent le sud de l'État de l'Espírito Santo au Brésil.
Elle comporte 3 municipalités qui regroupaient 78 888 habitants en 2006 pour une superficie totale de 1 279 km2.

## Municipalités[1]
- Itapemirim
- Marataízes
- Presidente Kennedy